# Damian Keogh
Pour les articles homonymes, voir Keogh (homonymie).
Damian Keogh, né le 1er février 1962, à Melbourne, en Australie, est un ancien joueur australien de basket-ball. Il évolue durant sa carrière au poste d'arrière.